# 1742 az irodalomban
Az 1742. év az irodalomban.

## Új művek

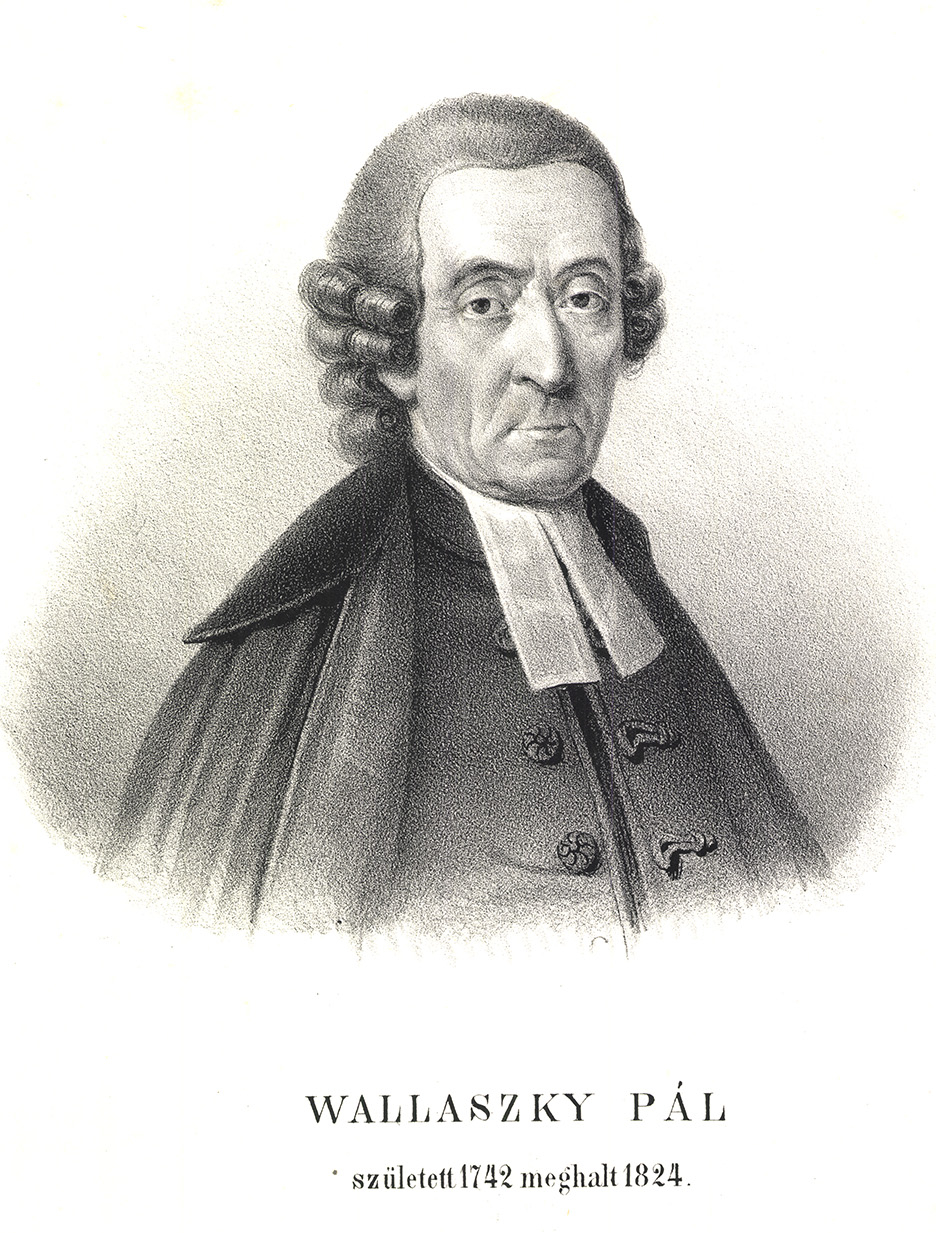
Wallaszky Pál

- Henry Fielding első regénye: Joseph Andrews.

## Születések
- január 29. – Wallaszky Pál irodalomtörténész, evangélikus lelkipásztor († 1824)
- február 2. – Barcsay Ábrahám királyi testőr, a klasszicista költészet egyik hazai képviselője, a testőrírók egyike († 1806)
- július 1. – Georg Christoph Lichtenberg német író, matematikus, a kísérleti fizika első német professzora és az első német nyelvű aforizmaszerző († 1799)
- november 8. – Simai Kristóf piarista szerzetes, író, szótáríró, vígjátékíró; az MTA levelező tagja († 1833)